# Haym Salomon

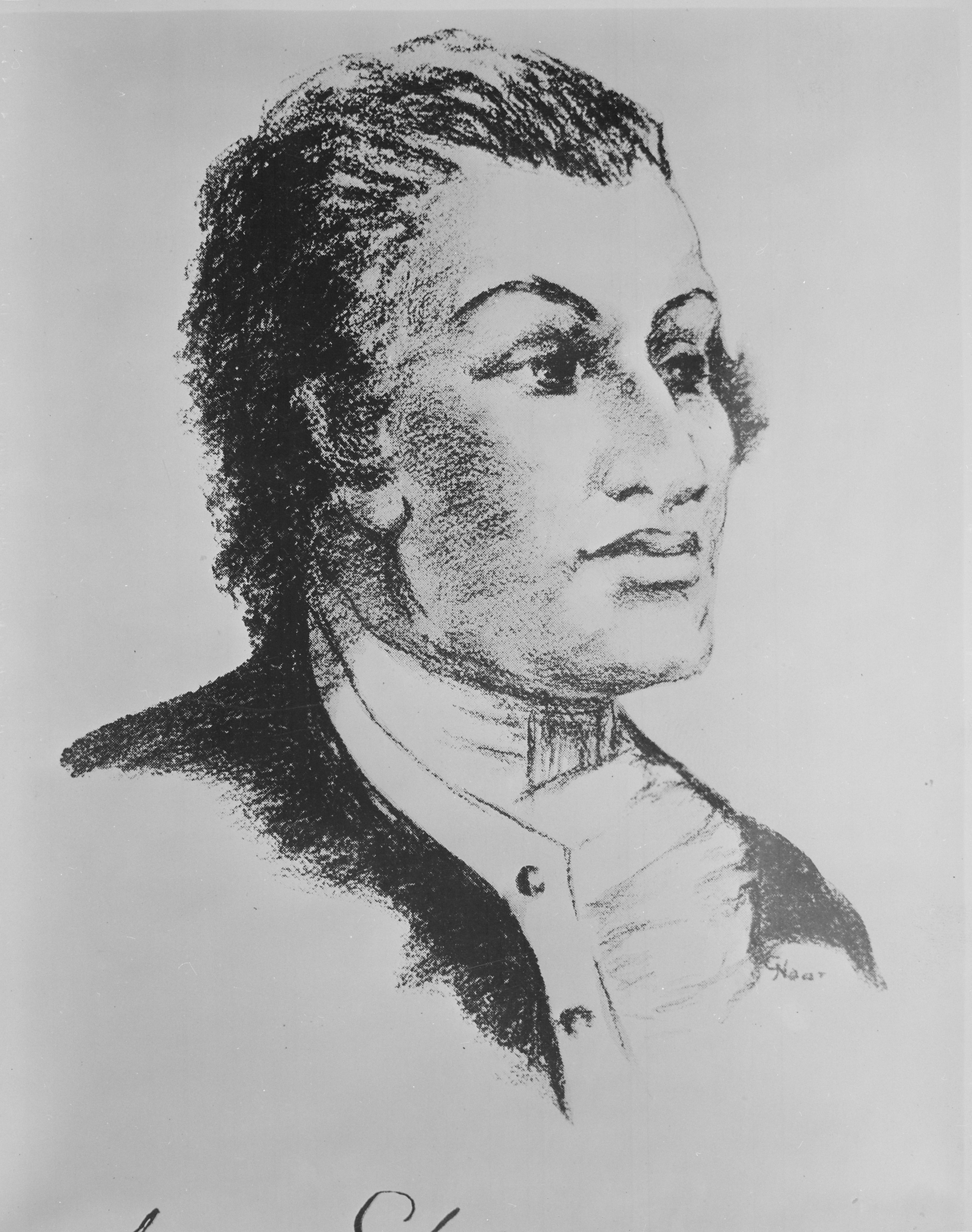
Zeichnung von Haym Salomon

Haym Salomon (* 1740 in Leszno, Polen-Litauen als Chaim Salomon; † 6. Januar 1785 in Philadelphia, Pennsylvania, Vereinigte Staaten) war ein polnisch-US-amerikanischer Finanzier und Makler. Er leistete einen wichtigen Beitrag zur Finanzierung der amerikanischen Revolutionäre während des amerikanischen Unabhängigkeitskriegs.

## Leben
Salomon wurde in Polen-Litauen als Kind sephardischer Juden geboren, welche nach dem Alhambra-Edikt gegen Ende des 15. Jahrhunderts von der iberischen Halbinsel vertrieben worden waren. In seiner Jugend studierte er die hebräische Sprache. Das Jiddische soll er jedoch nicht beherrscht haben. Als junger Mann verließ er seine Heimat und zog durch Westeuropa. Hier erwarb Salomon Kenntnisse im Finanzwesen und lernte mehrere Sprachen. Er kehrte 1770 nach Polen zurück, verließ das Land aber im Zuge der ersten Teilung Polens 1772 endgültig und wanderte schließlich in die Dreizehn Kolonien aus, wo er sich in New York City ansiedelte und sich als Finanzmakler für amerikanische Kaufleute im Überseehandel etablierte. Der genaue Zeitpunkt seiner Ansiedelung in New York wird je nach Quelle auf 1772 bzw. 1775 datiert. In seiner neuen Heimat konnte Salomon ein beträchtliches Vermögen erwerben. In Amerika heiratete er Rachel Frank, die aus einer einflussreichen Familie kam.
Da Salomon mit der entstehenden amerikanischen Unabhängigkeitsbewegung sympathisierte, schloss er sich den Sons of Liberty an. Er war außerdem auch Freimaurer. Aufgrund seiner Aktivitäten wurde er im September 1776 von den Briten als Spion verhaftet, begnadigten ihn jedoch im Gegenzug für seine Dienste. Die britischen Behörden hielten ihn 18 Monate lang auf einem Boot als Dolmetscher für hessische Truppen im Auftrag der Briten fest, da Salomon Deutsch sprechen konnte. Salomon nutzte seine neue Stellung, um Kriegsgefangenen der Kontinentalarmee zur Flucht zu verhelfen, ermutigte hessische Truppen zur Desertion und arbeitete mit Hercules Mulligan zusammen, um weitere Spionageakte zu verüben. Im Jahr 1778 wurde Salomon erneut verhaftet, der Spionage für schuldig befunden und zum Tode verurteilt. Er entkam jedoch und machte sich mit seiner Familie auf den Weg nach Philadelphia, wo sich der Sitz des Kontinentalkongress befand.
Nach seiner Ansiedelung in Philadelphia nahm Salomon seine Tätigkeit als Makler wieder auf. Er wurde Vertreter des französischen Konsuls und Zahlmeister für alle französischen Streitkräfte in Nordamerika, welche die amerikanische Unabhängigkeitsbewegung unterstützten. Im Jahr 1781 begann er eine intensive Zusammenarbeit mit Robert Morris, dem Finanzminister der amerikanischen Separatisten. Salomon vermittelte den Verkauf eines Großteils der Kriegshilfe aus Frankreich und der Niederländischen Republik und verkaufte Wechsel an amerikanische Kaufleute. Salomon unterstützte auch persönlich verschiedene Mitglieder des Kontinentalkongresses während ihres Aufenthalts in Philadelphia, darunter James Madison, Thomas Jefferson und James Wilson. Er verlangte Zinssätze, die unter dem Marktniveau lagen, und verlangte nie eine Rückzahlung. Neben Finanzminister Morris selbst soll niemand soviel an Finanzmitteln zur amerikanischen Revolution beigetragen haben, weshalb Salomon als einer der Gründerväter der Vereinigten Staaten bezeichnet wurde.
Einen entscheidenden Beitrag zur amerikanischen Unabhängigkeit leistete Salomon, als er 20.000 US-Dollar zu George Washingtons Yorktown-Feldzug beitrug, einem wichtigen Wendepunkt im Krieg zugunsten der Revolutionäre. Von 1781 bis 1784 trug Salomon dazu bei, über 650.000 Dollar (14,8 Millionen Dollar im Jahr 2024) für die Revolutionäre bereitzustellen. Salomon engagierte sich in der jüdischen Gemeinde, war Mitglied der Kongregation Mikveh Israel in Philadelphia und leistete 1782 die größte Einzelspende für den Bau einer Synagoge. Er war ein Anhänger der Religionsfreiheit und im Jahr 1783 gehörte Salomon zu den prominenten Juden, die sich erfolgreich dafür einsetzten, dass der Rat der Zensoren von Pennsylvania den religiösen Test-Eid abschaffte, der gemäß der Verfassung des Staates für die Ausübung eines öffentlichen Amtes erforderlich war.
Der am 3. September 1783 unterzeichnete Friede von Paris beendete den Krieg und sicherte den USA die Unabhängigkeit. Die junge Republik steckte jedoch in großen finanziellen Schwierigkeiten, ebenso wie die französischen Kreditgeber. Seine Schuldner konnten ihre Kredite bei Salomon in der Folge nicht zurückzahlen, weshalb dieser verarmte, da er sein gesamtes Vermögen für die Sache der amerikanischen Patrioten gegeben hatte.  Der Finanzier starb schließlich in Armut am 6. Januar 1785 in Philadelphia an den Spätfolgen einer Tuberkuloseinfektion, die er sich in britischer Gefangenschaft eingefangen hatte. Seine Nachfahren bemühten sich später vergeblich darum, die ausstehenden Kredite bei seinen Schuldnern einzutreiben.

## Andenken

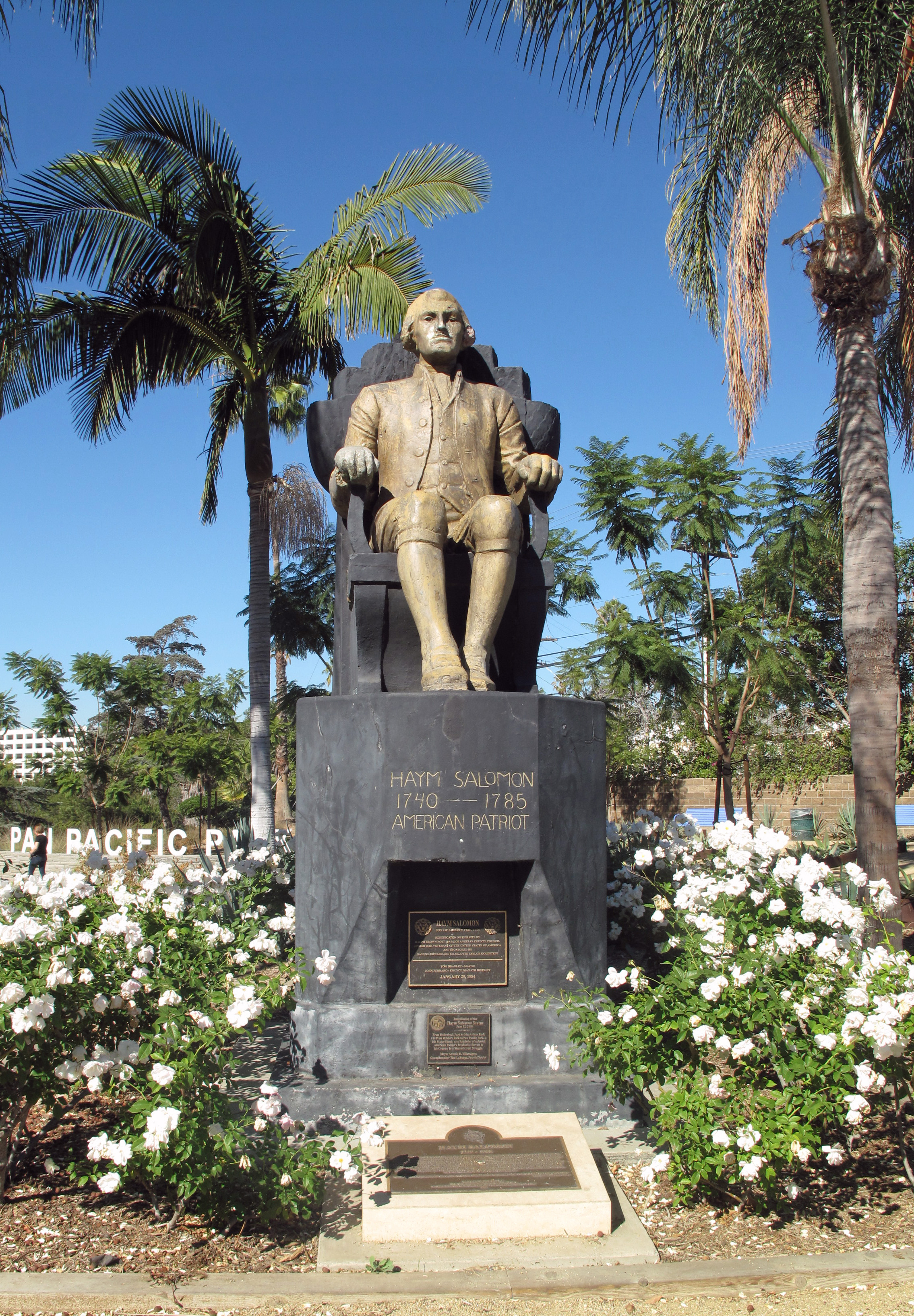
Statue von Haym Salomon im Pan-Pacific Park in Los Angeles

- Salamon ist auf dem Mikveh Israel Cemetery in Philadelphia beigesetzt. Im Jahr 1980 stiftete die Haym-Salomon-Loge #663 der jüdischen Organisation B’rith Sholom eine Gedenkstätte auf dem Friedhof Mikveh.
- 1939 veröffentlichte Warner Brothers den Kurzfilm Sons of Liberty mit Claude Rains als Salomon in der Hauptrolle. Im selben Jahr schrieb der Schriftsteller Howard Fast den Historienroman Haym Salomon, Son of Liberty.
- 1941 errichtete die Stadt Chicago eine Statue, die George Washington flankiert von Morris und Salomon darstellt.
- Im Zweiten Weltkrieg wurde das US-amerikanische Schiff SS Haym Salomon nach ihm benannt. Das Schiff lief am 17. Mai 1943 vom Stapel. Es wurde 1947 für den privaten Gebrauch verkauft und 1971 abgewrackt.
- 1946 wurde Salomon im Hollenbeck Park in Los Angeles eine Gedenkstatue errichtet. Die Statue wurde 2008 in den Pan-Pacific Park im Fairfax District verlegt.
- 1975 gab der United States Postal Service eine Briefmarke heraus, die Haym Salomon für seine Verdienste um die Amerikanische Revolution ehrte.
- Das Haym Salomon Nursing Home in Brooklyn, New York, ist nach ihm benannt.
- Der Haym Salomon Square befindet sich in Kew Gardens Hills, Queens, New York City.
- Der Haym Salomon Memorial Park in Frazer, Pennsylvania, ist ein jüdischer Friedhof in einem Vorort von Philadelphia. Er ist die letzte Ruhestätte des Musikers Jim Croce.
- Das Haym Salomon Center ist eine gemeinnützige Organisation mit Sitz in Northbrook, Illinois, die sich für demokratische Werte einsetzt.